# (25029) Ludwighesse
(25029) Ludwighesse ist ein Asteroid des Hauptgürtels, der am 26. August 1998 vom italo-amerikanischen Astronomen Paul G. Comba am Prescott-Observatorium (IAU-Code 684) in Arizona entdeckt wurde.
Der Asteroid wurde am 4. August 2001 nach dem deutschen Mathematiker Ludwig Otto Hesse (1811–1874) benannt.